# Тур WTA 1993
Тур WTA 1993 (офіційно, за назвою спонсора, Kraft General Foods World Tour 1993) — серія елітних професійних тенісних турнірів, які проходили під егідою Жіночої тенісної асоціації (WTA) упродовж сезону. Календар Туру WTA містив 60 турнірів: турніри Великого шолома (під егідою Міжнародної тенісної федерації (ITF)), Фінал WTA та турніри 1-4 категорій. Сезон тривав з кінця грудня 1992 до листопада 1993 року.

## Графік
Нижче наведено повний розклад  турнірів сезону, включаючи перелік тенісистів, які дійшли на турнірах щонайменше до чвертьфіналу.
Позначення
| Турніри Великого шолома |
| Олімпійські Ігри        |
| Фінал WTA               |
| Турнір 1 категорії      |
| Турнір 2 категорії      |
| Турнір 3 категорії      |
| Турнір 4 категорії      |
| Командні турніри        |

### Січень
| Тиждень           | Турнір | Чемпіонки                                         | Фіналістки                   | Півфіналістки                           | Чвертьфіналістки                                                       |
| ----------------- | --- | ------------------------------------------------- | ---------------------------- | --------------------------------------- | ---------------------------------------------------------------------- |
| 29 грудня         | Hyundai Hopman Cup Перт, Австралія ITF Mixed Teams Championships A$1,000,000 – Тверде (i) – 12 teams                                                              | Німеччина · 2–1                                   | Іспанія                      | Франція · Чехія                         | Україна · Сполучені Штати Америки · Швейцарія · Австралія              |
| 4 січня           | Danone Hardcourt Championships Брисбен, Австралія Турнір 3 категорії $150,000 - Тверде - 56S/32Q/28D Одиночний розряд - Парний розряд                             | Кончіта Мартінес 6–3, 6–4                         | Магдалена Малеєва            | Мішелл Джаггерд-Лай Ван Ші-тін          | Анджеліка Гавальдон Нелле ван Лоттум Флоренсія Лабат Рейчел Макквіллан |
| 4 січня           | Danone Hardcourt Championships Брисбен, Австралія Турнір 3 категорії $150,000 - Тверде - 56S/32Q/28D Одиночний розряд - Парний розряд                             | Кончіта Мартінес Лариса Савченко-Нейланд 6–2, 6–2 | Шеннен Маккарті Кімберлі По  | Мішелл Джаггерд-Лай Ван Ші-тін          | Анджеліка Гавальдон Нелле ван Лоттум Флоренсія Лабат Рейчел Макквіллан |
| 11 січня          | Melbourne Open Мельбурн, Австралія Турнір 4 категорії $100,000 - Тверде - 32S/32Q/16D Одиночний розряд - Парний розряд                                            | Аманда Кетцер 6–2, 6–3                            | Савамацу Наоко               | Луїс Філд Лінда Вілд                    | Александра Фусаї Лариса Савченко-Нейланд Деббі Грем Ніколь Брадтке     |
| 11 січня          | Melbourne Open Мельбурн, Австралія Турнір 4 категорії $100,000 - Тверде - 32S/32Q/16D Одиночний розряд - Парний розряд                                            | Ніколь Брадтке Наталі Тозья 6–2, 6–2              | Кеммі Макгрегор Шон Стаффорд | Луїс Філд Лінда Вілд                    | Александра Фусаї Лариса Савченко-Нейланд Деббі Грем Ніколь Брадтке     |
| 11 січня          | Peters NSW Open Сідней, Австралія Турнір 2 категорії $275,000 - Тверде - 32S/32Q/16D Одиночний розряд - Парний розряд                                             | Дженніфер Капріаті 6–1, 6–4                       | Анке Губер                   | Габріела Сабатіні Емі Фрейзер           | Барбара Ріттнер Пем Шрайвер Темі Вітлінгер Аранча Санчес Вікаріо       |
| 11 січня          | Peters NSW Open Сідней, Австралія Турнір 2 категорії $275,000 - Тверде - 32S/32Q/16D Одиночний розряд - Парний розряд                                             | Пем Шрайвер Елізабет Смайлі 7–6(7–4), 6–2         | Лорі Макніл Ренне Стаббс     | Габріела Сабатіні Емі Фрейзер           | Барбара Ріттнер Пем Шрайвер Темі Вітлінгер Аранча Санчес Вікаріо       |
| 18 січня 25 січня | Відкритий чемпіонат Австралії з тенісу Мельбурн, Австралія Турнір Великого шолома $2,400,000 - Тверде - 128S/64Q/64D/32X Одиночний розряд - Парний розряд - Мікст | Моніка Селеш 4–6, 6–3, 6–2                        | Штеффі Граф                  | Габріела Сабатіні Аранча Санчес Вікаріо | Жулі Алар-Декюжі Марі П'єрс Мері Джо Фернандес Дженніфер Капріаті      |
| 18 січня 25 січня | Відкритий чемпіонат Австралії з тенісу Мельбурн, Австралія Турнір Великого шолома $2,400,000 - Тверде - 128S/64Q/64D/32X Одиночний розряд - Парний розряд - Мікст | Джиджі Фернандес Наташа Звєрєва 6–4, 6–3          | Пем Шрайвер Елізабет Смайлі  | Габріела Сабатіні Аранча Санчес Вікаріо | Жулі Алар-Декюжі Марі П'єрс Мері Джо Фернандес Дженніфер Капріаті      |
| 18 січня 25 січня | Відкритий чемпіонат Австралії з тенісу Мельбурн, Австралія Турнір Великого шолома $2,400,000 - Тверде - 128S/64Q/64D/32X Одиночний розряд - Парний розряд - Мікст | Аранча Санчес Вікаріо Тодд Вудбрідж 7–5, 6–4      | Зіна Гаррісон Рік Ліч        | Габріела Сабатіні Аранча Санчес Вікаріо | Жулі Алар-Декюжі Марі П'єрс Мері Джо Фернандес Дженніфер Капріаті      |

### Лютий
| Тиждень   | Турнір | Чемпіонки                                    | Фіналістки                        | Півфіналістки                       | Чвертьфіналістки                                                 |
| --------- | --- | -------------------------------------------- | --------------------------------- | ----------------------------------- | ---------------------------------------------------------------- |
| 1 лютого  | Amway Classic Окленд (Нова Зеландія), Нова Зеландія Турнір 4 категорії $100,000 - Тверде - 32S/32Q/16D Одиночний розряд - Парний розряд                                           | Елна Рейнах 6–0, 6–0                         | Керолайн Кулмен                   | Інес Горрочатегі Карін Кшвендт      | Клер Вуд Джинджер Гелгесон Ангела Керек Андреа Стрнадова         |
| 1 лютого  | Amway Classic Окленд (Нова Зеландія), Нова Зеландія Турнір 4 категорії $100,000 - Тверде - 32S/32Q/16D Одиночний розряд - Парний розряд                                           | Ізабель Демонжо Елна Рейнах 6–2, 6–4         | Джилл Гетерінгтон Кеті Ріналді    | Інес Горрочатегі Карін Кшвендт      | Клер Вуд Джинджер Гелгесон Ангела Керек Андреа Стрнадова         |
| 1 лютого  | Toray Pan Pacific Open Tokyo, Японія Турнір 1 категорії $750,000 - Килим (i) - 32S/32Q/16D Одиночний розряд - Парний розряд                                                       | Мартіна Навратілова 6–2, 6–2                 | Лариса Савченко-Нейланд           | Штеффі Граф Яна Новотна             | Каміо Йоне Наталі Тозья Пем Шрайвер Хіракі Ріка                  |
| 1 лютого  | Toray Pan Pacific Open Tokyo, Японія Турнір 1 категорії $750,000 - Килим (i) - 32S/32Q/16D Одиночний розряд - Парний розряд                                                       | Мартіна Навратілова Гелена Сукова 6–4, 6–3   | Лорі Макніл Ренне Стаббс          | Штеффі Граф Яна Новотна             | Каміо Йоне Наталі Тозья Пем Шрайвер Хіракі Ріка                  |
| 8 лютого  | Virginia Slims of Chicago Чикаго, IL, USA Турнір 2 категорії $375,000 - Килим (i) - 28S/32Q/16D Одиночний розряд - Парний розряд                                                  | Моніка Селеш 3–6, 6–2, 6–1                   | Мартіна Навратілова               | Мері Джо Фернандес Катарина Малеєва | Бренда Шульц-Маккарті Іва Майолі Пем Шрайвер Зіна Гаррісон       |
| 8 лютого  | Virginia Slims of Chicago Чикаго, IL, USA Турнір 2 категорії $375,000 - Килим (i) - 28S/32Q/16D Одиночний розряд - Парний розряд                                                  | Катріна Адамс Зіна Гаррісон 7–6(9–7), 6–3    | Емі Фрейзер Кімберлі По           | Мері Джо Фернандес Катарина Малеєва | Бренда Шульц-Маккарті Іва Майолі Пем Шрайвер Зіна Гаррісон       |
| 8 лютого  | Asian Open Осака, Японія Турнір 3 категорії $150,000 - Килим (i) - 32S/32Q/16D Одиночний розряд - Парний розряд                                                                   | Яна Новотна 6–3, 6–2                         | Дате-Крумм Кіміко                 | Паскаль Параді Лаура Аррая          | Ван Ші-тін Міяуті Місумі Магдалена Малеєва Елізабет Смайлі       |
| 8 лютого  | Asian Open Осака, Японія Турнір 3 категорії $150,000 - Килим (i) - 32S/32Q/16D Одиночний розряд - Парний розряд                                                                   | Лариса Савченко-Нейланд Яна Новотна 6–1, 6–3 | Магдалена Малеєва Мануела Малеєва | Паскаль Параді Лаура Аррая          | Ван Ші-тін Міяуті Місумі Магдалена Малеєва Елізабет Смайлі       |
| 15 лютого | Open Gaz de France Paris, Франція Турнір 2 категорії $375,000 - Тверде (i) - 32S/32Q/16D Одиночний розряд - Парний розряд                                                         | Мартіна Навратілова 6–3, 4–6, 7–6(7–3)       | Моніка Селеш                      | Кончіта Мартінес Яна Новотна        | Марі П'єрс Карін Кшвендт Наталі Тозья Жулі Алар-Декюжі           |
| 15 лютого | Open Gaz de France Paris, Франція Турнір 2 категорії $375,000 - Тверде (i) - 32S/32Q/16D Одиночний розряд - Парний розряд                                                         | Яна Новотна Андреа Стрнадова 7–6(7–2), 6–2   | Джо Дьюрі Катрін Сюїр             | Кончіта Мартінес Яна Новотна        | Марі П'єрс Карін Кшвендт Наталі Тозья Жулі Алар-Декюжі           |
| 15 лютого | IGA Tennis Classic Оклахома-Сіті, OK, USA Турнір 3 категорії $150,000 - Тверде (i) - 32S/32Q/16D Одиночний розряд - Парний розряд                                                 | Зіна Гаррісон 6–2, 6–2                       | Патті Фендік                      | Ніколь Брадтке Темі Вітлінгер       | Лінда Вілд Мередіт Макґрат Анджеліка Гавальдон Лінда Феррандо    |
| 15 лютого | IGA Tennis Classic Оклахома-Сіті, OK, USA Турнір 3 категорії $150,000 - Тверде (i) - 32S/32Q/16D Одиночний розряд - Парний розряд                                                 | Патті Фендік Зіна Гаррісон 6–3, 6–2          | Катріна Адамс Манон Боллеграф     | Ніколь Брадтке Темі Вітлінгер       | Лінда Вілд Мередіт Макґрат Анджеліка Гавальдон Лінда Феррандо    |
| 22 лютого | Newsweek Champions Cup and the Matrix Essentials Evert Cup Індіан-Веллс (Каліфорнія), CA, USA Турнір 2 категорії $375,000 - Тверде - 56S/32Q/28D Одиночний розряд - Парний розряд | Мері Джо Фернандес 3–6, 6–1, 7–6(8–6)        | Аманда Кетцер                     | Гелена Сукова Стефані Роттьєр       | Ліндсі Девенпорт Магдалена Малеєва Ніколь Брадтке Міріам Ореманс |
| 22 лютого | Newsweek Champions Cup and the Matrix Essentials Evert Cup Індіан-Веллс (Каліфорнія), CA, USA Турнір 2 категорії $375,000 - Тверде - 56S/32Q/28D Одиночний розряд - Парний розряд | Ренне Стаббс Гелена Сукова 6–3, 6–4          | Енн Гроссман Патрісія Гі          | Гелена Сукова Стефані Роттьєр       | Ліндсі Девенпорт Магдалена Малеєва Ніколь Брадтке Міріам Ореманс |
| 22 лютого | Linz Open Лінц, Австрія Турнір 3 категорії $150,000 - Килим (i) - 32S/32Q/16D Одиночний розряд - Парний розряд                                                                    | Мануела Малеєва 6–2, 1-0 RET                 | Кончіта Мартінес                  | Лейла Месхі Юдіт Візнер             | Вілтруд Пробст Наталія Бодоне Крісті Богерт Паскаль Параді       |
| 22 лютого | Linz Open Лінц, Австрія Турнір 3 категорії $150,000 - Килим (i) - 32S/32Q/16D Одиночний розряд - Парний розряд                                                                    | Євгенія Манюкова Лейла Месхі W/O             | Кончіта Мартінес Юдіт Візнер      | Лейла Месхі Юдіт Візнер             | Вілтруд Пробст Наталія Бодоне Крісті Богерт Паскаль Параді       |

### Березень
| Тиждень    | Турнір | Чемпіонки                                        | Фіналістки                                    | Півфіналістки                                            | Чвертьфіналістки |
| ---------- | --- | ------------------------------------------------ | --------------------------------------------- | -------------------------------------------------------- | --- |
| 1 березня  | Virginia Slims of Florida Делрей-Біч, FL, USA Турнір 2 категорії $375,000 - Тверде - 56S/32Q/28D Одиночний розряд - Парний розряд                           | Штеффі Граф 6–4, 6–3                             | Аранча Санчес Вікаріо                         | Анке Губер Аманда Кетцер                                 | Зіна Гаррісон Мері Джо Фернандес Ліндсі Девенпорт Барбара Ріттнер                                                        |
| 1 березня  | Virginia Slims of Florida Делрей-Біч, FL, USA Турнір 2 категорії $375,000 - Тверде - 56S/32Q/28D Одиночний розряд - Парний розряд                           | Джиджі Фернандес Наташа Звєрєва 6–2, 6–2         | Лариса Савченко-Нейланд Яна Новотна           | Анке Губер Аманда Кетцер                                 | Зіна Гаррісон Мері Джо Фернандес Ліндсі Девенпорт Барбара Ріттнер                                                        |
| 8 березня  | Lipton Championships Маямі, FL, USA Турнір 1 категорії $900,000 - Тверде - 96S/64Q/48D Одиночний розряд - Парний розряд                                     | Аранча Санчес Вікаріо 6–4, 3–6, 6–3              | Штеффі Граф                                   | Габріела Сабатіні Дате-Крумм Кіміко                      | Наталі Тозья Яна Новотна Мері Джо Фернандес Лейла Месхі                                                                  |
| 8 березня  | Lipton Championships Маямі, FL, USA Турнір 1 категорії $900,000 - Тверде - 96S/64Q/48D Одиночний розряд - Парний розряд                                     | Лариса Савченко-Нейланд Яна Новотна 6–2, 7–5     | Джилл Гетерінгтон Кеті Ріналді                | Габріела Сабатіні Дате-Крумм Кіміко                      | Наталі Тозья Яна Новотна Мері Джо Фернандес Лейла Месхі                                                                  |
| 22 березня | Virginia Slims of Houston Х'юстон, TX, USA Турнір 2 категорії $375,000 - Ґрунт - 28S/32Q/16D Одиночний розряд - Парний розряд                               | Кончіта Мартінес 6–3, 6–2                        | Забіне Гак                                    | Габріела Сабатіні Яна Новотна                            | Сандра Чеккіні Патрісія Тарабіні Радка Зрубакова Тетяна Ігнатьєва                                                        |
| 22 березня | Virginia Slims of Houston Х'юстон, TX, USA Турнір 2 категорії $375,000 - Ґрунт - 28S/32Q/16D Одиночний розряд - Парний розряд                               | Катріна Адамс Манон Боллеграф 6–3, 5–7, 7–6(9–7) | Євгенія Манюкова Радка Зрубакова              | Габріела Сабатіні Яна Новотна                            | Сандра Чеккіні Патрісія Тарабіні Радка Зрубакова Тетяна Ігнатьєва                                                        |
| 22 березня | Light 'n' Lively Doubles Championships Florida, USA $175,000 - Ґрунт - 8D Парний розряд                                                                     | Джиджі Фернандес Наташа Звєрєва 7–5, 6–3         | Лариса Савченко-Нейланд Аранча Санчес Вікаріо | Лорі Макніл / Ренне Стаббс Пем Шрайвер / Елізабет Смайлі | Трейсі Остін / Елна Рейнах Розалін Феербенк / Патті Фендік Джилл Гетерінгтон / Кеті Ріналді Сенді Коллінз / Стефані Реге |
| 29 березня | Family Circle Cup Гілтон-Гед-Айленд (Південна Кароліна), SC, USA Турнір 1 категорії $750,000 - Ґрунт (Green) - 56S/28Q/32D Одиночний розряд - Парний розряд | Штеффі Граф 7–6(10–8), 6–1                       | Аранча Санчес Вікаріо                         | Габріела Сабатіні Дженніфер Капріаті                     | Чанда Рубін Катарина Малеєва Аманда Кетцер Забіне Гак                                                                    |
| 29 березня | Family Circle Cup Гілтон-Гед-Айленд (Південна Кароліна), SC, USA Турнір 1 категорії $750,000 - Ґрунт (Green) - 56S/28Q/32D Одиночний розряд - Парний розряд | Джиджі Фернандес Наташа Звєрєва 6–3, 6–1         | Катріна Адамс Манон Боллеграф                 | Габріела Сабатіні Дженніфер Капріаті                     | Чанда Рубін Катарина Малеєва Аманда Кетцер Забіне Гак                                                                    |

### Квітень
| Тиждень   | Турнір | Чемпіонки                                            | Фіналістки                          | Півфіналістки                     | Чвертьфіналістки                                                         |
| --------- | --- | ---------------------------------------------------- | ----------------------------------- | --------------------------------- | ------------------------------------------------------------------------ |
| 5 квітня  | Bausch & Lomb Championships Амелія (острів), FL, USA Турнір 2 категорії $375,000 - Ґрунт (Green) - 56S/32Q/28D Одиночний розряд - Парний розряд      | Аранча Санчес Вікаріо 6–2, 5–7, 6–2                  | Габріела Сабатіні                   | Мануела Малеєва Аманда Кетцер     | Шон Стаффорд Наташа Звєрєва Дженніфер Капріаті Лейла Месхі               |
| 5 квітня  | Bausch & Lomb Championships Амелія (острів), FL, USA Турнір 2 категорії $375,000 - Ґрунт (Green) - 56S/32Q/28D Одиночний розряд - Парний розряд      | Мануела Малеєва Лейла Месхі 3–6, 6–3, 6–4            | Аманда Кетцер Інес Горрочатегі      | Мануела Малеєва Аманда Кетцер     | Шон Стаффорд Наташа Звєрєва Дженніфер Капріаті Лейла Месхі               |
| 5 квітня  | Japan Open Tokyo, Японія Турнір 3 категорії $150,000 - Тверде - 30S/32Q/16D Одиночний розряд - Парний розряд                                         | Дате-Крумм Кіміко 6–1, 6–3                           | Стефані Роттьєр                     | Ніколь Брадтке Ендо Мана          | Міріам Ореманс Пем Шрайвер Мішелл Джаггерд-Лай Патті Фендік              |
| 5 квітня  | Japan Open Tokyo, Японія Турнір 3 категорії $150,000 - Тверде - 30S/32Q/16D Одиночний розряд - Парний розряд                                         | Їда Ей Кідовакі Мая 6–2, 4–6, 6–4                    | Лі Фан Нагацука Кьоко               | Ніколь Брадтке Ендо Мана          | Міріам Ореманс Пем Шрайвер Мішелл Джаггерд-Лай Патті Фендік              |
| 12 квітня | Volvo Women's Open Паттайя, Таїланд Турнір 4 категорії $100,000 - Тверде - 32S/32Q/16D Одиночний розряд - Парний розряд                              | Басукі Яюк 6–3, 6–1                                  | Маріанн Вердел                      | Патті Фендік Стефані Роттьєр      | Гелен Келесі Вілтруд Пробст Ніколь Арендт Сандрін Тестю                  |
| 12 квітня | Volvo Women's Open Паттайя, Таїланд Турнір 4 категорії $100,000 - Тверде - 32S/32Q/16D Одиночний розряд - Парний розряд                              | Кеммі Макгрегор Катрін Сюїр 6–3, 7–6(7–3)            | Патті Фендік Мередіт Макґрат        | Патті Фендік Стефані Роттьєр      | Гелен Келесі Вілтруд Пробст Ніколь Арендт Сандрін Тестю                  |
| 19 квітня | BMW Malaysian Open Куала-Лумпур, Малайзія Турнір 4 категорії $100,000 - Тверде - 30S/32Q/16D Одиночний розряд - Парний розряд                        | Ніколь Брадтке 6–3, 6–2                              | Енн Гроссман                        | Патті Фендік Стефані Роттьєр      | Паскаль Параді Романа Теджакусума Басукі Яюк Гелен Келесі                |
| 19 квітня | BMW Malaysian Open Куала-Лумпур, Малайзія Турнір 4 категорії $100,000 - Тверде - 30S/32Q/16D Одиночний розряд - Парний розряд                        | Патті Фендік Мередіт Макґрат 6–4, 7–6(7–2)           | Ніколь Арендт Крістін Кунс          | Патті Фендік Стефані Роттьєр      | Паскаль Параді Романа Теджакусума Басукі Яюк Гелен Келесі                |
| 19 квітня | Barcelona Ladies Open Барселона, Іспанія Турнір 2 категорії $375,000 - Ґрунт - 32S/32Q/16D Одиночний розряд - Парний розряд                          | Аранча Санчес Вікаріо 6–1, 6–4                       | Кончіта Мартінес                    | Аманда Кетцер Забіне Гак          | Марі П'єрс Магдалена Малеєва Федеріка Бонсіньйорі Лаура Голарса          |
| 19 квітня | Barcelona Ladies Open Барселона, Іспанія Турнір 2 категорії $375,000 - Ґрунт - 32S/32Q/16D Одиночний розряд - Парний розряд                          | Кончіта Мартінес Аранча Санчес Вікаріо 4–6, 6–1, 6–0 | Магдалена Малеєва Мануела Малеєва   | Аманда Кетцер Забіне Гак          | Марі П'єрс Магдалена Малеєва Федеріка Бонсіньйорі Лаура Голарса          |
| 26 квітня | Indonesian Women's Open Tennis Championships Джакарта, Індонезія Турнір 4 категорії $100,000 - Тверде - 30S/32Q/16D Одиночний розряд - Парний розряд | Басукі Яюк 6–4, 6–4                                  | Енн Гроссман                        | Ніколь Арендт Мішелл Джаггерд-Лай | Крісті Богерт Лінда Німантсвердрієт Крістін Годрідж Катаріна Студенікова |
| 26 квітня | Indonesian Women's Open Tennis Championships Джакарта, Індонезія Турнір 4 категорії $100,000 - Тверде - 30S/32Q/16D Одиночний розряд - Парний розряд | Ніколь Арендт Крістін Кунс 6–3, 6–4                  | Емі Делоун Еріка Делоун             | Ніколь Арендт Мішелл Джаггерд-Лай | Крісті Богерт Лінда Німантсвердрієт Крістін Годрідж Катаріна Студенікова |
| 26 квітня | Citizen Cup Гамбург, Німеччина Турнір 2 категорії $375,000 - Ґрунт - 32S/32Q/16D Одиночний розряд - Парний розряд                                    | Аранча Санчес Вікаріо 6–3, 6–3                       | Штеффі Граф                         | Магдалена Малеєва Яна Новотна     | Моніка Селеш Мануела Малеєва Анке Губер Катарина Малеєва                 |
| 26 квітня | Citizen Cup Гамбург, Німеччина Турнір 2 категорії $375,000 - Ґрунт - 32S/32Q/16D Одиночний розряд - Парний розряд                                    | Штеффі Граф Ренне Стаббс 6–4, 7–6(7–5)               | Лариса Савченко-Нейланд Яна Новотна | Магдалена Малеєва Яна Новотна     | Моніка Селеш Мануела Малеєва Анке Губер Катарина Малеєва                 |
| 26 квітня | Ilva Trophy Таранто, Італія Турнір 4 категорії $100,000 - Ґрунт - 32S/32Q/16D Одиночний розряд - Парний розряд                                       | Бренда Шульц-Маккарті 7–6(7–5), 6–2                  | Деббі Грем                          | Лінда Феррандо Александра Фусаї   | Франческа Романо Сільвія Фаріна-Елія Nadine Ercegovic Сандра Чеккіні     |
| 26 квітня | Ilva Trophy Таранто, Італія Турнір 4 категорії $100,000 - Ґрунт - 32S/32Q/16D Одиночний розряд - Парний розряд                                       | Деббі Грем Бренда Шульц-Маккарті 6–0, 6–4            | Петра Лангрова Мерседес Пас         | Лінда Феррандо Александра Фусаї   | Франческа Романо Сільвія Фаріна-Елія Nadine Ercegovic Сандра Чеккіні     |

### Травень
| Тиждень             | Турнір | Чемпіонки                                           | Фіналістки                          | Півфіналістки                            | Чвертьфіналістки                                                              |
| ------------------- | --- | --------------------------------------------------- | ----------------------------------- | ---------------------------------------- | ----------------------------------------------------------------------------- |
| 3 травня            | Internazionali d'Italia Rome, Італія Турнір 1 категорії $750,000 - Ґрунт - 56S/32Q/28D Одиночний розряд - Парний розряд                                     | Кончіта Мартінес 7–5, 6–1                           | Габріела Сабатіні                   | Аранча Санчес Вікаріо Мері Джо Фернандес | Дженніфер Капріаті Марія-Франческа Бентівольйо Анке Губер Мартіна Навратілова |
| 3 травня            | Internazionali d'Italia Rome, Італія Турнір 1 категорії $750,000 - Ґрунт - 56S/32Q/28D Одиночний розряд - Парний розряд                                     | Яна Новотна Аранча Санчес Вікаріо 6–4, 6–2          | Мері Джо Фернандес Зіна Гаррісон    | Аранча Санчес Вікаріо Мері Джо Фернандес | Дженніфер Капріаті Марія-Франческа Бентівольйо Анке Губер Мартіна Навратілова |
| 3 травня            | Belgian Ladies Open Льєж, Бельгія Турнір 4 категорії $100,000 - Ґрунт - 32S/32Q/16D Одиночний розряд - Парний розряд                                        | Радка Бобкова 6–3, 4–6, 6–2                         | Карін Кшвендт                       | Катерін Моте-Жобкель Александра Фусаї    | Катажина Новак Сесілія Дальман Олена Брюховець Вірхінія Руано Паскуаль        |
| 3 травня            | Belgian Ladies Open Льєж, Бельгія Турнір 4 категорії $100,000 - Ґрунт - 32S/32Q/16D Одиночний розряд - Парний розряд                                        | Радка Бобкова Марія Хосе Гайдано 6–4, 2–6, 7–6(7–4) | Анн Девріє Домінік Монамі           | Катерін Моте-Жобкель Александра Фусаї    | Катажина Новак Сесілія Дальман Олена Брюховець Вірхінія Руано Паскуаль        |
| 10 травня           | WTA German Open Berlin, Німеччина Турнір 1 категорії $750,000 - Ґрунт - 32S/32Q/16D Одиночний розряд - Парний розряд                                        | Штеффі Граф 7–6(7–3), 2–6, 6–4                      | Габріела Сабатіні                   | Мері Джо Фернандес Кончіта Мартінес      | Магдалена Малеєва Наталі Тозья Бренда Шульц-Маккарті Анке Губер               |
| 10 травня           | WTA German Open Berlin, Німеччина Турнір 1 категорії $750,000 - Ґрунт - 32S/32Q/16D Одиночний розряд - Парний розряд                                        | Джиджі Фернандес Наташа Звєрєва 6–1, 6–3            | Деббі Грем Бренда Шульц-Маккарті    | Мері Джо Фернандес Кончіта Мартінес      | Магдалена Малеєва Наталі Тозья Бренда Шульц-Маккарті Анке Губер               |
| 17 травня           | European Open-Lucerne Люцерн, Швейцарія Турнір 3 категорії $150,000 - Ґрунт - 32S/16D Одиночний розряд - Парний розряд                                      | Ліндсі Девенпорт 6–1, 4–6, 6–2                      | Ніколь Брадтке                      | Лінда Феррандо Забіне Гак                | Мануела Малеєва Клаудія Порвік Керолайн Кулмен Гелена Сукова                  |
| 17 травня           | European Open-Lucerne Люцерн, Швейцарія Турнір 3 категорії $150,000 - Ґрунт - 32S/16D Одиночний розряд - Парний розряд                                      | Мері Джо Фернандес Гелена Сукова 6–2, 6–4           | Ліндсі Девенпорт Маріанн Вердел     | Лінда Феррандо Забіне Гак                | Мануела Малеєва Клаудія Порвік Керолайн Кулмен Гелена Сукова                  |
| 17 травня           | Internationaux de Strasbourg Страсбург, Франція Турнір 3 категорії $150,000 - Ґрунт - 32S/32Q/16D Одиночний розряд - Парний розряд                          | Савамацу Наоко 4–6, 6–1, 6–3                        | Юдіт Візнер                         | Яна Новотна Сандрін Тестю                | Флоренсія Лабат Джинджер Гелгесон Ендо Мана Паскаль Параді                    |
| 17 травня           | Internationaux de Strasbourg Страсбург, Франція Турнір 3 категорії $150,000 - Ґрунт - 32S/32Q/16D Одиночний розряд - Парний розряд                          | Шон Стаффорд Андреа Темешварі 6–7(5–7), 6–3, 6–4    | Джилл Гетерінгтон Кеті Ріналді      | Яна Новотна Сандрін Тестю                | Флоренсія Лабат Джинджер Гелгесон Ендо Мана Паскаль Параді                    |
| 24 травня 31 травня | Відкритий чемпіонат Франції з тенісу Paris, Франція Турніри Великого шлема $3,456,143 - Ґрунт - 128S/64Q/64D/48X Одиночний розряд - Парний розряд - , Мікст | Штеффі Граф 4–6, 6–2, 6–4                           | Мері Джо Фернандес                  | Анке Губер Аранча Санчес Вікаріо         | Дженніфер Капріаті Кончіта Мартінес Габріела Сабатіні Яна Новотна             |
| 24 травня 31 травня | Відкритий чемпіонат Франції з тенісу Paris, Франція Турніри Великого шлема $3,456,143 - Ґрунт - 128S/64Q/64D/48X Одиночний розряд - Парний розряд - , Мікст | Джиджі Фернандес Наташа Звєрєва 6–3, 7–5            | Лариса Савченко-Нейланд Яна Новотна | Анке Губер Аранча Санчес Вікаріо         | Дженніфер Капріаті Кончіта Мартінес Габріела Сабатіні Яна Новотна             |
| 24 травня 31 травня | Відкритий чемпіонат Франції з тенісу Paris, Франція Турніри Великого шлема $3,456,143 - Ґрунт - 128S/64Q/64D/48X Одиночний розряд - Парний розряд - , Мікст | Євгенія Манюкова Андрій Ольховський 6–2, 4–6, 6–4   | Елна Рейнах Дані Віссер             | Анке Губер Аранча Санчес Вікаріо         | Дженніфер Капріаті Кончіта Мартінес Габріела Сабатіні Яна Новотна             |

### Червень
| Тиждень             | Турнір | Чемпіонки                                          | Фіналістки                          | Півфіналістки                        | Чвертьфіналістки                                                  |
| ------------------- | --- | -------------------------------------------------- | ----------------------------------- | ------------------------------------ | ----------------------------------------------------------------- |
| 7 червня            | DFS Classic Бірмінгем, Велика Британія Турнір 3 категорії $150,000 - Трава- 32S/32Q/16D Одиночний розряд - Парний розряд                           | Лорі Макніл 6–4, 2–6, 6–3                          | Зіна Гаррісон                       | Лариса Савченко-Нейланд Чанда Рубін  | Крістін Кунс Наталі Тозья Пем Шрайвер Лаура Голарса               |
| 7 червня            | DFS Classic Бірмінгем, Велика Британія Турнір 3 категорії $150,000 - Трава- 32S/32Q/16D Одиночний розряд - Парний розряд                           | Лорі Макніл Мартіна Навратілова 6–3, 6–4           | Пем Шрайвер Елізабет Смайлі         | Лариса Савченко-Нейланд Чанда Рубін  | Крістін Кунс Наталі Тозья Пем Шрайвер Лаура Голарса               |
| 14 червня           | Volkswagen Cup Істборн, Велика Британія Турнір 2 категорії $375,000 - Трава - 64S/32Q/16D Одиночний розряд - Парний розряд                         | Мартіна Навратілова 2–6, 6–2, 6–3                  | Міріам Ореманс                      | Патті Фендік Лорі Макніл             | Джиджі Фернандес Джинджер Гелгесон Гелена Сукова Наталі Тозья     |
| 14 червня           | Volkswagen Cup Істборн, Велика Британія Турнір 2 категорії $375,000 - Трава - 64S/32Q/16D Одиночний розряд - Парний розряд                         | Джиджі Фернандес Наташа Звєрєва 2–6, 7–5, 6–1      | Лариса Савченко-Нейланд Яна Новотна | Патті Фендік Лорі Макніл             | Джиджі Фернандес Джинджер Гелгесон Гелена Сукова Наталі Тозья     |
| 21 червня 28 червня | Вімблдонський турнір London, Велика Британія Турніри Великого шлема $3,312,302 - Трава - 128S/64Q/64D/64X Одиночний розряд - Парний розряд - Мікст | Штеффі Граф 7–6(8–6), 1–6, 6–4                     | Яна Новотна                         | Кончіта Мартінес Мартіна Навратілова | Дженніфер Капріаті Гелена Сукова Габріела Сабатіні Наташа Звєрєва |
| 21 червня 28 червня | Вімблдонський турнір London, Велика Британія Турніри Великого шлема $3,312,302 - Трава - 128S/64Q/64D/64X Одиночний розряд - Парний розряд - Мікст | Джиджі Фернандес Наташа Звєрєва 6–4, 6–7(4–7), 6–4 | Лариса Савченко-Нейланд Яна Новотна | Кончіта Мартінес Мартіна Навратілова | Дженніфер Капріаті Гелена Сукова Габріела Сабатіні Наташа Звєрєва |
| 21 червня 28 червня | Вімблдонський турнір London, Велика Британія Турніри Великого шлема $3,312,302 - Трава - 128S/64Q/64D/64X Одиночний розряд - Парний розряд - Мікст | Мартіна Навратілова Марк Вудфорд 6–3, 6–4          | Манон Боллеграф Том Найссен         | Кончіта Мартінес Мартіна Навратілова | Дженніфер Капріаті Гелена Сукова Габріела Сабатіні Наташа Звєрєва |

### Липень
| Тиждень  | Турнір | Чемпіонки                                     | Фіналістки                                | Півфіналістки                            | Чвертьфіналістки                                                            |
| -------- | --- | --------------------------------------------- | ----------------------------------------- | ---------------------------------------- | --------------------------------------------------------------------------- |
| 5 липня  | Torneo Internazionale Femminile di Palermo Палермо, Італія Турнір 4 категорії $100,000 - Ґрунт - 32S/32Q/16D Одиночний розряд - Парний розряд | Радка Бобкова 6–3, 6–2                        | Марі П'єрс                                | Сандра Чеккіні Патрісія Тарабіні         | Домінік Монамі Марція Гроссі Іріна Спирля Емануела Зардо                    |
| 5 липня  | Torneo Internazionale Femminile di Palermo Палермо, Італія Турнір 4 категорії $100,000 - Ґрунт - 32S/32Q/16D Одиночний розряд - Парний розряд | Карін Кшвендт Наталія Медведєва 6–4, 7–6(7–4) | Сільвія Фаріна-Елія Бренда Шульц-Маккарті | Сандра Чеккіні Патрісія Тарабіні         | Домінік Монамі Марція Гроссі Іріна Спирля Емануела Зардо                    |
| 12 липня | WTA Austrian Open Кіцбюель, Австрія Турнір 3 категорії $150,000 - Ґрунт - 32S/32Q/16D Одиночний розряд - Парний розряд                        | Анке Губер 6–4, 6–1                           | Юдіт Візнер                               | Забіне Гак Емануела Зардо                | Вірхінія Руано Паскуаль Флоренсія Лабат Барбара Шетт Марі П'єрс             |
| 12 липня | WTA Austrian Open Кіцбюель, Австрія Турнір 3 категорії $150,000 - Ґрунт - 32S/32Q/16D Одиночний розряд - Парний розряд                        | Лі Фан Домінік Монамі 6–2, 6–1                | Мая Мурич Павліна Райзлова                | Забіне Гак Емануела Зардо                | Вірхінія Руано Паскуаль Флоренсія Лабат Барбара Шетт Марі П'єрс             |
| 12 липня | BVV Prague Open Прага, Чехословаччина Турнір 4 категорії $100,000 - Тверде - 32S/32Q/16D Одиночний розряд - Парний розряд                     | Наталія Медведєва 6–3, 6–2                    | Мейке Бабель                              | Ніколь Крейгер-Ягерман Патрісія Тарабіні | Інес Горрочатегі Андреа Стрнадова Гелен Келесі Лінда Феррандо               |
| 12 липня | BVV Prague Open Прага, Чехословаччина Турнір 4 категорії $100,000 - Тверде - 32S/32Q/16D Одиночний розряд - Парний розряд                     | Інес Горрочатегі Патрісія Тарабіні 6–2, 6–1   | Лаура Голарса Кароліна Віс                | Ніколь Крейгер-Ягерман Патрісія Тарабіні | Інес Горрочатегі Андреа Стрнадова Гелен Келесі Лінда Феррандо               |
| 19 липня | Fed Cup Франкфурт-на-Майні, Німеччина Team event Ґрунт                                                                                        | Іспанія · 3-0                                 | Австралія ·                               | Франція · Аргентина                      | Фінляндія · Сполучені Штати Америки · Чехія · Нідерланди                    |
| 26 липня | Puerto Rico Open Сан-Хуан Турнір 4 категорії $150,000 - Тверде - 32S/32Q/16D Одиночний розряд - Парний розряд                                 | Лінда Вілд 6–3, 5–7, 6–3                      | Енн Гроссман                              | Анджеліка Гавальдон Деббі Грем           | Россана де лос Ріос Лаура Голарса Одра Келлер Кетеліна Крістя               |
| 26 липня | Puerto Rico Open Сан-Хуан Турнір 4 категорії $150,000 - Тверде - 32S/32Q/16D Одиночний розряд - Парний розряд                                 | Деббі Грем Енн Гроссман 5–7, 7–5, 7–5         | Джиджі Фернандес Ренне Стаббс             | Анджеліка Гавальдон Деббі Грем           | Россана де лос Ріос Лаура Голарса Одра Келлер Кетеліна Крістя               |
| 26 липня | San Marino Open Сан-Марино, Сан-Марино Турнір 4 категорії $100,000 - Ґрунт - 32S/32Q/16D Одиночний розряд - Парний розряд                     | Марція Гроссі 3–6, 7–5, 6–1                   | Барбара Ріттнер                           | Йоаннетта Крюгер Мейке Бабель            | Марія-Франческа Бентівольйо Сандра Вассерман Флоренсія Лабат Сандра Чеккіні |
| 26 липня | San Marino Open Сан-Марино, Сан-Марино Турнір 4 категорії $100,000 - Ґрунт - 32S/32Q/16D Одиночний розряд - Парний розряд                     | Сандра Чеккіні Патрісія Тарабіні 6–3, 6–2     | Флоренсія Лабат Барбара Ріттнер           | Йоаннетта Крюгер Мейке Бабель            | Марія-Франческа Бентівольйо Сандра Вассерман Флоренсія Лабат Сандра Чеккіні |
| 26 липня | Connecticut Open Stratton Mountain, VT, USA Турнір 2 категорії $375,000 - Тверде - 30S/32Q/16D Одиночний розряд - Парний розряд               | Кончіта Мартінес 6–3, 6–2                     | Зіна Гаррісон                             | Мануела Малеєва Беате Райнштадлер        | Джолен Ватанабе Темі Вітлінгер Гелена Сукова Клаудія Порвік                 |
| 26 липня | Connecticut Open Stratton Mountain, VT, USA Турнір 2 категорії $375,000 - Тверде - 30S/32Q/16D Одиночний розряд - Парний розряд               | Елізабет Смайлі Гелена Сукова 6–1, 6–2        | Мануела Малеєва Мерседес Пас              | Мануела Малеєва Беате Райнштадлер        | Джолен Ватанабе Темі Вітлінгер Гелена Сукова Клаудія Порвік                 |

### Серпень
| Тиждень             | Турнір | Чемпіонки                                         | Фіналістки                          | Півфіналістки                         | Чвертьфіналістки                                                    |
| ------------------- | --- | ------------------------------------------------- | ----------------------------------- | ------------------------------------- | ------------------------------------------------------------------- |
| 2 серпня            | Southern California Open Сан-Дієго, CA, USA Турнір 2 категорії $375,000 - Тверде - 64S/32Q/28D Одиночний розряд - Парний розряд                       | Штеффі Граф 6–4, 4–6, 6–1                         | Аранча Санчес Вікаріо               | Кончіта Мартінес Маркета Кохта        | Марі П'єрс Магдалена Малеєва Олена Лиховцева Енн Гроссман           |
| 2 серпня            | Southern California Open Сан-Дієго, CA, USA Турнір 2 категорії $375,000 - Тверде - 64S/32Q/28D Одиночний розряд - Парний розряд                       | Джиджі Фернандес Гелена Сукова 6–4, 6–3           | Пем Шрайвер Елізабет Смайлі         | Кончіта Мартінес Маркета Кохта        | Марі П'єрс Магдалена Малеєва Олена Лиховцева Енн Гроссман           |
| 9 серпня            | Virginia Slims of Los Angeles Мангеттен-Біч (Каліфорнія), CA, США Турнір 2 категорії $375,000 - Тверде - 56S/32Q/28D Одиночний розряд - Парний розряд | Мартіна Навратілова 7–5, 7–6(7–4)                 | Аранча Санчес Вікаріо               | Лорі Макніл Габріела Сабатіні         | Зіна Гаррісон Магдалена Малеєва Кімберлі По Аманда Кетцер           |
| 9 серпня            | Virginia Slims of Los Angeles Мангеттен-Біч (Каліфорнія), CA, США Турнір 2 категорії $375,000 - Тверде - 56S/32Q/28D Одиночний розряд - Парний розряд | Аранча Санчес Вікаріо Гелена Сукова 7–6(7–3), 6–3 | Джиджі Фернандес Наташа Звєрєва     | Лорі Макніл Габріела Сабатіні         | Зіна Гаррісон Магдалена Малеєва Кімберлі По Аманда Кетцер           |
| 16 серпня           | Canadian Open (теніс) Торонто, Ontario, Канада Турнір 1 категорії $750,000 - Тверде - 56S/32Q/28D Одиночний розряд - Парний розряд                    | Штеффі Граф 6–1, 0–6, 6–3                         | Дженніфер Капріаті                  | Мануела Малеєва Аранча Санчес Вікаріо | Наталі Тозья Мері Джо Фернандес Жулі Алар-Декюжі Анке Губер         |
| 16 серпня           | Canadian Open (теніс) Торонто, Ontario, Канада Турнір 1 категорії $750,000 - Тверде - 56S/32Q/28D Одиночний розряд - Парний розряд                    | Лариса Савченко-Нейланд Яна Новотна 6–1, 6–2      | Аранча Санчес Вікаріо Гелена Сукова | Мануела Малеєва Аранча Санчес Вікаріо | Наталі Тозья Мері Джо Фернандес Жулі Алар-Декюжі Анке Губер         |
| 23 серпня           | OTB International Open Скенектаді, NY, USA Турнір 3 категорії $150,000 - Тверде - 32S/32Q/16D Одиночний розряд - Парний розряд                        | Лариса Савченко-Нейланд 6–3, 7–5                  | Наталія Медведєва                   | Наталі Тозья Мейке Бабель             | Джинджер Гелгесон Юдіт Візнер Лейла Месхі Оса Свенссон              |
| 23 серпня           | OTB International Open Скенектаді, NY, USA Турнір 3 категорії $150,000 - Тверде - 32S/32Q/16D Одиночний розряд - Парний розряд                        | Рейчел Макквіллан Клаудія Порвік 4–6, 6–4, 6–2    | Флоренсія Лабат Барбара Ріттнер     | Наталі Тозья Мейке Бабель             | Джинджер Гелгесон Юдіт Візнер Лейла Месхі Оса Свенссон              |
| 30 серпня 6 вересня | Відкритий чемпіонат США з тенісу Нью-Йорк, USA Турніри Великого шлема $3,967,250 - Тверде - 128S/64Q/64D/32X Одиночний розряд - Парний розряд - Мікст | Штеффі Граф 6–3, 6–3                              | Гелена Сукова                       | Мануела Малеєва Аранча Санчес Вікаріо | Габріела Сабатіні Дате-Крумм Кіміко Катарина Малеєва Наташа Звєрєва |
| 30 серпня 6 вересня | Відкритий чемпіонат США з тенісу Нью-Йорк, USA Турніри Великого шлема $3,967,250 - Тверде - 128S/64Q/64D/32X Одиночний розряд - Парний розряд - Мікст | Аранча Санчес Вікаріо Гелена Сукова 6–4, 6–2      | Аманда Кетцер Інес Горрочатегі      | Мануела Малеєва Аранча Санчес Вікаріо | Габріела Сабатіні Дате-Крумм Кіміко Катарина Малеєва Наташа Звєрєва |
| 30 серпня 6 вересня | Відкритий чемпіонат США з тенісу Нью-Йорк, USA Турніри Великого шлема $3,967,250 - Тверде - 128S/64Q/64D/32X Одиночний розряд - Парний розряд - Мікст | Гелена Сукова Тодд Вудбрідж 6–3, 7–6(8–6)         | Мартіна Навратілова Марк Вудфорд    | Мануела Малеєва Аранча Санчес Вікаріо | Габріела Сабатіні Дате-Крумм Кіміко Катарина Малеєва Наташа Звєрєва |

### Вересень
| Тиждень    | Турнір | Чемпіонки                                          | Фіналістки                          | Півфіналістки                          | Чвертьфіналістки                                              |
| ---------- | --- | -------------------------------------------------- | ----------------------------------- | -------------------------------------- | ------------------------------------------------------------- |
| 13 вересня | Hong Kong Tennis Open Гонконг, Гонконг Турнір 4 категорії $100,000 - Тверде - 32S/24Q/16D Одиночний розряд - Парний розряд    | Ван Ші-тін 6–4, 3–6, 7–5                           | Маріанн Вердел                      | Патрісія Гі Керолайн Кулмен            | Еріка Делоун Мішелл Джаггерд-Лай Деббі Грем Крістін Кунс      |
| 13 вересня | Hong Kong Tennis Open Гонконг, Гонконг Турнір 4 категорії $100,000 - Тверде - 32S/24Q/16D Одиночний розряд - Парний розряд    | Карін Кшвендт Рейчел Макквіллан 1–6, 7–6(7–4), 6–2 | Деббі Грем Маріанн Вердел           | Патрісія Гі Керолайн Кулмен            | Еріка Делоун Мішелл Джаггерд-Лай Деббі Грем Крістін Кунс      |
| 20 вересня | Nichirei International Tokyo, Японія Турнір 2 категорії $375,000 - Тверде - 32S/32Q/16D Одиночний розряд - Парний розряд      | Аманда Кетцер 6–3, 6–2                             | Дате-Крумм Кіміко                   | Аранча Санчес Вікаріо Жулі Алар-Декюжі | Емі Фрейзер Лаура Аррая Ліндсі Девенпорт Маріанн Вердел       |
| 20 вересня | Nichirei International Tokyo, Японія Турнір 2 категорії $375,000 - Тверде - 32S/32Q/16D Одиночний розряд - Парний розряд      | Ліза Реймонд Чанда Рубін 6–4, 6–1                  | Аманда Кетцер Лінда Вілд            | Аранча Санчес Вікаріо Жулі Алар-Декюжі | Емі Фрейзер Лаура Аррая Ліндсі Девенпорт Маріанн Вердел       |
| 27 вересня | Volkswagen Card Cup Лейпциг, Німеччина Турнір 2 категорії $375,000 - Килим (i) - 32S/32Q/16D Одиночний розряд - Парний розряд | Штеффі Граф 6–2, 6–0                               | Яна Новотна                         | Юдіт Візнер Кончіта Мартінес           | Наташа Звєрєва Барбара Ріттнер Магдалена Малеєва Патті Фендік |
| 27 вересня | Volkswagen Card Cup Лейпциг, Німеччина Турнір 2 категорії $375,000 - Килим (i) - 32S/32Q/16D Одиночний розряд - Парний розряд | Джиджі Фернандес Наташа Звєрєва 6–3, 6–2           | Яна Новотна Лариса Савченко-Нейланд | Юдіт Візнер Кончіта Мартінес           | Наташа Звєрєва Барбара Ріттнер Магдалена Малеєва Патті Фендік |
| 27 вересня | Sapporo Ladies Open Саппоро, Японія Турнір 4 категорії $100,000 - Тверде - 32S/32Q/16D Одиночний розряд - Парний розряд       | Лінда Вілд 6–4, 6–3                                | Іріна Спирля                        | Нелле ван Лоттум Ліза Реймонд          | Ендо Мана Шон Стаффорд Каміо Йоне Домінік Монамі              |
| 27 вересня | Sapporo Ladies Open Саппоро, Японія Турнір 4 категорії $100,000 - Тверде - 32S/32Q/16D Одиночний розряд - Парний розряд       | Басукі Яюк Міягі Нана 6–4, 6–2                     | Каміо Йоне Кадзімута Наоко          | Нелле ван Лоттум Ліза Реймонд          | Ендо Мана Шон Стаффорд Каміо Йоне Домінік Монамі              |

### Жовтень
| Тиждень   | Турнір | Чемпіонки                                       | Фіналістки                         | Півфіналістки                          | Чвертьфіналістки                                                       |
| --------- | --- | ----------------------------------------------- | ---------------------------------- | -------------------------------------- | ---------------------------------------------------------------------- |
| 4 жовтня  | Barilla Indoors Цюрих, Швейцарія Турнір 1 категорії $750,000 - Килим (i) - 32S/32Q/16D Одиночний розряд - Парний розряд                     | Мануела Малеєва 6–3, 7–6(7–1)                   | Мартіна Навратілова                | Магдалена Малеєва Стефані Роттьєр      | Міріам Ореманс Наталі Тозья Наташа Звєрєва Сандра Качіч                |
| 4 жовтня  | Barilla Indoors Цюрих, Швейцарія Турнір 1 категорії $750,000 - Килим (i) - 32S/32Q/16D Одиночний розряд - Парний розряд                     | Зіна Гаррісон Мартіна Навратілова 6–3, 5–7, 6–3 | Джиджі Фернандес Наташа Звєрєва    | Магдалена Малеєва Стефані Роттьєр      | Міріам Ореманс Наталі Тозья Наташа Звєрєва Сандра Качіч                |
| 4 жовтня  | P&G Taiwan Women's Tennis Open Республіка Китай, Тайбей Турнір 4 категорії $100,000 - Тверде - 32S/32Q/16D Одиночний розряд - Парний розряд | Ван Ші-тін 6–1, 7–6(7–4)                        | Лінда Вілд                         | Шон Стаффорд Кетеліна Крістя           | Александра Фусаї Деніелл Джонс Крістін Годрідж Карін Кшвендт           |
| 4 жовтня  | P&G Taiwan Women's Tennis Open Республіка Китай, Тайбей Турнір 4 категорії $100,000 - Тверде - 32S/32Q/16D Одиночний розряд - Парний розряд | Басукі Яюк Міягі Нана 6–4, 6–2                  | Джо-Анн Фолл Крістін Кунс          | Шон Стаффорд Кетеліна Крістя           | Александра Фусаї Деніелл Джонс Крістін Годрідж Карін Кшвендт           |
| 11 жовтня | Open Languedoc Roussillon Монпельє, Франція Турнір 4 категорії $100,000 - Тверде - 30S/32Q/16D Одиночний розряд - Парний розряд             | Олена Лиховцева 6–3, 6–4                        | Домінік Монамі                     | Жанетта Гусарова Сабін Аппельманс      | Ельс Калленс Карін Кентрек Мередіт Макґрат Барбара Шетт                |
| 11 жовтня | Open Languedoc Roussillon Монпельє, Франція Турнір 4 категорії $100,000 - Тверде - 30S/32Q/16D Одиночний розряд - Парний розряд             | Мередіт Макґрат Клаудія Порвік 6–4, 6–2         | Жанетта Гусарова Домінік Монамі    | Жанетта Гусарова Сабін Аппельманс      | Ельс Калленс Карін Кентрек Мередіт Макґрат Барбара Шетт                |
| 11 жовтня | Porsche Tennis Grand Prix Фільдерштадт, Німеччина Турнір 2 категорії $375,000 - Тверде (i) - 30S/32Q/16D Одиночний розряд - Парний розряд   | Марі П'єрс 6–3, 6–3                             | Наташа Звєрєва                     | Наталі Тозья Зіна Гаррісон             | Мартіна Навратілова Наталія Медведєва Барбара Ріттнер Кончіта Мартінес |
| 11 жовтня | Porsche Tennis Grand Prix Фільдерштадт, Німеччина Турнір 2 категорії $375,000 - Тверде (i) - 30S/32Q/16D Одиночний розряд - Парний розряд   | Джиджі Фернандес Наташа Звєрєва 7–6(8–6), 6–4   | Патті Фендік Мартіна Навратілова   | Наталі Тозья Зіна Гаррісон             | Мартіна Навратілова Наталія Медведєва Барбара Ріттнер Кончіта Мартінес |
| 18 жовтня | Hungarian Ladies Open Будапешт, Угорщина Турнір 3 категорії $150,000 - Тверде - 32S/32Q/16D Одиночний розряд - Парний розряд                | Зіна Гаррісон 7–5, 6–2                          | Сабін Аппельманс                   | Жулі Алар-Декюжі Катаріна Студенікова  | Інес Горрочатегі Нанне Дальман Лоранс Куртуа Юдіт Візнер               |
| 18 жовтня | Hungarian Ladies Open Будапешт, Угорщина Турнір 3 категорії $150,000 - Тверде - 32S/32Q/16D Одиночний розряд - Парний розряд                | Інес Горрочатегі Кароліна Віс 6–1, 6–3          | Сандра Чеккіні Патрісія Тарабіні   | Жулі Алар-Декюжі Катаріна Студенікова  | Інес Горрочатегі Нанне Дальман Лоранс Куртуа Юдіт Візнер               |
| 18 жовтня | Autoglass Classic Брайтон, Велика Британія Турнір 2 категорії $375,000 - Килим - 32S/32Q/16D Одиночний розряд - Парний розряд               | Яна Новотна 6–2, 6–4                            | Анке Губер                         | Патті Фендік Марі П'єрс                | Елна Рейнах Катарина Малеєва Клер Вуд Крістіна Сінгер                  |
| 18 жовтня | Autoglass Classic Брайтон, Велика Британія Турнір 2 категорії $375,000 - Килим - 32S/32Q/16D Одиночний розряд - Парний розряд               | Лаура Голарса Наталія Медведєва 6–3, 1–6, 6–4   | Анке Губер Лариса Савченко-Нейланд | Патті Фендік Марі П'єрс                | Елна Рейнах Катарина Малеєва Клер Вуд Крістіна Сінгер                  |
| 25 жовтня | Brasil Tennis Cup Куритиба, Бразилія Турнір 4 категорії $100,000 - Ґрунт - 32S/32Q/16D Одиночний розряд - Парний розряд                     | Забіне Гак 6–2, 6–0                             | Флоренсія Лабат                    | Руксандра Драгомір Іріна Спирля        | Мая Живеч-Шкуль Паола Суарес Nadine Ercegovic Eva Jiménez              |
| 25 жовтня | Brasil Tennis Cup Куритиба, Бразилія Турнір 4 категорії $100,000 - Ґрунт - 32S/32Q/16D Одиночний розряд - Парний розряд                     | Забіне Гак Вероніка Мартінек 6–2, 7–6(7–4)      | Клаудія Чабалгойті Андреа Віейра   | Руксандра Драгомір Іріна Спирля        | Мая Живеч-Шкуль Паола Суарес Nadine Ercegovic Eva Jiménez              |
| 25 жовтня | Nokia Grand Prix Ессен, Німеччина Турнір 2 категорії $375,000 - Тверде (i) - 32S/32Q/16D Одиночний розряд - Парний розряд                   | Наталія Медведєва 6–7(4–7), 7–5, 6–4            | Кончіта Мартінес                   | Аранча Санчес Вікаріо Сабін Аппельманс | Марі П'єрс Елна Рейнах Мануела Малеєва Катарина Малеєва                |
| 25 жовтня | Nokia Grand Prix Ессен, Німеччина Турнір 2 категорії $375,000 - Тверде (i) - 32S/32Q/16D Одиночний розряд - Парний розряд                   | Аранча Санчес Вікаріо Гелена Сукова 6–2, 6–2    | Вілтруд Пробст Крістіна Сінгер     | Аранча Санчес Вікаріо Сабін Аппельманс | Марі П'єрс Елна Рейнах Мануела Малеєва Катарина Малеєва                |

### Листопад
| Тиждень      | Турнір | Чемпіонки                                        | Фіналістки                               | Півфіналістки                | Чвертьфіналістки                                               |
| ------------ | --- | ------------------------------------------------ | ---------------------------------------- | ---------------------------- | -------------------------------------------------------------- |
| 1 листопада  | Challenge Bell Квебек (місто), Канада Турнір 3 категорії $150,000 - Килим (i) - 32S/32Q/16D Одиночний розряд - Парний розряд                 | Наталі Тозья 6–4, 6–1                            | Катарина Малеєва                         | Патрісія Гі Гелен Келесі     | Деббі Грем Анджеліка Гавальдон Лінда Вілд Наташа Звєрєва       |
| 1 листопада  | Challenge Bell Квебек (місто), Канада Турнір 3 категорії $150,000 - Килим (i) - 32S/32Q/16D Одиночний розряд - Парний розряд                 | Катріна Адамс Манон Боллеграф 6–4, 6–4           | Катарина Малеєва Наталі Тозья            | Патрісія Гі Гелен Келесі     | Деббі Грем Анджеліка Гавальдон Лінда Вілд Наташа Звєрєва       |
| 1 листопада  | Bank of the West Classic Окленд (Каліфорнія), CA, USA Турнір 2 категорії $375,000 - Килим (i) - 28S/16D Одиночний розряд - Парний розряд     | Мартіна Навратілова 6–2, 7–6(7–1)                | Зіна Гаррісон                            | Ліндсі Девенпорт Лорі Макніл | Іва Майолі Керолайн Кулмен Енн Гроссман Мері Джо Фернандес     |
| 1 листопада  | Bank of the West Classic Окленд (Каліфорнія), CA, USA Турнір 2 категорії $375,000 - Килим (i) - 28S/16D Одиночний розряд - Парний розряд     | Патті Фендік Мередіт Макґрат 6–2, 6–0            | Аманда Кетцер Інес Горрочатегі           | Ліндсі Девенпорт Лорі Макніл | Іва Майолі Керолайн Кулмен Енн Гроссман Мері Джо Фернандес     |
| 8 листопада  | Virginia Slims of Philadelphia Філадельфія, PA, USA Турнір 1 категорії $750,000 - Supreme (i) - 32S/32Q/16D Одиночний розряд - Парний розряд | Кончіта Мартінес 6–3, 6–3                        | Штеффі Граф                              | Кімберлі По Емі Фрейзер      | Аманда Кетцер Зіна Гаррісон Габріела Сабатіні Наташа Звєрєва   |
| 8 листопада  | Virginia Slims of Philadelphia Філадельфія, PA, USA Турнір 1 категорії $750,000 - Supreme (i) - 32S/32Q/16D Одиночний розряд - Парний розряд | Катріна Адамс Манон Боллеграф 6–2, 4–6, 7–6(9–7) | Кончіта Мартінес Лариса Савченко-Нейланд | Кімберлі По Емі Фрейзер      | Аманда Кетцер Зіна Гаррісон Габріела Сабатіні Наташа Звєрєва   |
| 15 листопада | Чемпіонат Туру WTA Нью-Йорк, NY, USA Рік-End Championships $3,708,500 - Supreme (i) - 16S/8D Одиночний розряд - Парний розряд                | Штеффі Граф 6–1, 6–4, 3–6, 6–1                   | Аранча Санчес Вікаріо                    | Анке Губер Марі П'єрс        | Аманда Кетцер Кончіта Мартінес Мартіна Навратілова Яна Новотна |
| 15 листопада | Чемпіонат Туру WTA Нью-Йорк, NY, USA Рік-End Championships $3,708,500 - Supreme (i) - 16S/8D Одиночний розряд - Парний розряд                | Джиджі Фернандес Наташа Звєрєва 6–3, 7–5         | Лариса Савченко-Нейланд Яна Новотна      | Анке Губер Марі П'єрс        | Аманда Кетцер Кончіта Мартінес Мартіна Навратілова Яна Новотна |

## Рейтинги
Нижче наведено по двадцять перших на кінець року гравчинь у рейтингу WTA в одиночному та парному розряді.
| Одиночний розряд | Одиночний розряд            | Одиночний розряд | Одиночний розряд | Одиночний розряд |
| ---------------- | --------------------------- | ---------------- | ---------------- | ---------------- |
| Ранг             | Гравчиня                    | Пункти           | 1992             | Зміна            |
| 1                | Штеффі Граф (GER)           | 409.1746         | 2                | +1               |
| 2                | Аранча Санчес Вікаріо (ESP) | 243.5556         | 4                | +2               |
| 3                | Мартіна Навратілова (USA)   | 221.4989         | 5                | +2               |
| 4                | Кончіта Мартінес (ESP)      | 192.3314         | 8                | +4               |
| 5                | Габріела Сабатіні (ARG)     | 146.4048         | 3                | -2               |
| 6                | Яна Новотна (CZE)           | 145.1179         | 10               | +4               |
| 7                | Мері Джо Фернандес (USA)    | 138.2162         | 6                | -1               |
| 8                | Моніка Селеш (YUG)          | 133.5178         | 1                | -7               |
| 9                | Дженніфер Капріаті (USA)    | 126.3750         | 7                | -2               |
| 10               | Анке Губер (GER)            | 124.5625         | 11               | +1               |
| 11               | Мануела Малеєва (SUI)       | 103.5505         | 9                | -2               |
| 12               | Марі П'єрс (FRA)            | 93.6875          | 13               | +1               |
| 13               | Дате-Крумм Кіміко (JPN)     | 89.2917          | 21               | +9               |
| 14               | Зіна Гаррісон (USA)         | 86.2291          | 18               | +4               |
| 15               | Аманда Кетцер (RSA)         | 85.8500          | 17               | +2               |
| 16               | Магдалена Малеєва (BUL)     | 84.9667          | 20               | +4               |
| 17               | Гелена Сукова (CZE)         | 82.0698          | 12               | -5               |
| 18               | Наталі Тозья (FRA)          | 79.8320          | 14               | -4               |
| 19               | Наташа Звєрєва (BLR)        | 73.0000          | 23               | +4               |
| 20               | Ліндсі Девенпорт (USA)      | 63.8125          | 159              | +139             |

| Парний розряд | Парний розряд                 | Парний розряд | Парний розряд | Парний розряд |
| ------------- | ----------------------------- | ------------- | ------------- | ------------- |
| Ранг          | Гравчиня                      | Пункти        | 1992          | Зміна         |
| 1             | Джиджі Фернандес (USA)        | 390.4866      | 6             | +5            |
| 2             | Гелена Сукова (CZE)           | 372.8846      | 1             | -1            |
| 3             | Наташа Звєрєва (BLR)          | 367.8698      | 2             | -1            |
| 4             | Яна Новотна (CZE)             | 306.9450      | 4             | =             |
| 5             | Лариса Савченко-Нейланд (LAT) | 266.3064      | 5             | =             |
| 6             | Аранча Санчес Вікаріо (ESP)   | 264.7767      | 3             | -3            |
| 7             | Пем Шрайвер (USA)             | 196.8319      | 7             | =             |
| 8             | Ренне Стаббс (AUS)            | 196.8024      | 13            | +5            |
| 9             | Елізабет Смайлі (AUS)         | 181.9737      | 55            | +46           |
| 10            | Кончіта Мартінес (ESP)        | 174.5000      | 8             | -2            |
| 11            | Мартіна Навратілова (USA)     | 174.5000      | 9             | -2            |
| 12            | Лорі Макніл (USA)             | 172.6210      | 14            | +2            |
| 13            | Зіна Гаррісон (USA)           | 168.4706      | 10            | -3            |
| 14            | Патті Фендік (USA)            | 163.3963      | 16            | +2            |
| 15            | Мері Джо Фернандес (USA)      | 149.0833      | 11            | -4            |
| 16            | Катріна Адамс (USA)           | 145.5000      | 18            | -2            |
| 17            | Мануела Малеєва (SUI)         | 141.7857      | 264           | +247          |
| 18            | Манон Боллеграф (NED)         | 134.5909      | 19            | +1            |
| 19            | Інес Горрочатегі (ARG)        | 133.5238      | 36            | +17           |
| 20            | Аманда Кетцер (RSA)           | 132.6000      | 27            | +7            |